# Понти, Ноэ
Ноэ Понти (фр. Noè Ponti; род. 1 июня 2001, Локарно, Тичино) — швейцарский пловец, бронзовый призёр Олимпийских игр 2020 года, Трёхкратный чемпион мира и трёхкратный чемпион Европы на короткой воде. Участник летних Олимпийских игр 2020 и 2024 годов.

## Карьера
На летних Олимпийских играх в 2021 году, в Токио, Ноэ на дистанции 100 метров баттерфляем завоевал бронзовую медаль. Также помог швейцарской команде в эстафете 4 по 200 метров выйти в финал и занять там итоговое шестое место.
На чемпионате мира 2021 года в Абу-Даби, в 25-метровом бассейне, завоевал серебро на дистанции 200 метров баттерфляем.
В 2022 году в Риме стал серебряным призёром чемпионата Европы на дистанции 100 метров баттерфляем. В декабре, на мировом первенстве в Мельбурне, на короткой воде, стал обладателем сразу двух медалей чемпионата.
В 2023 году на европейском чемпионате в Румынии, в 25-метровом бассейне, трижды поднимался на верхнюю ступень пьедестала. Одержал победу во всех трёх дисциплинах баттерфляем.
На летних Олимпийских играх 2024 года в Париже на дистанциях 100 и 200 метров баттерфляем выходил в финале, в итоговом протоколе стал 4-м и 5-м соответственно.
В ходе чемпионата мира 2024 года на короткой воде, который состоялся в Будапеште, завоевал золотую медаль на дистанции 50 метров баттерфляем с мировым рекордом, золотую медаль на 100 метров комплексным плаванием и 100 метров баттерфляем.
В 2025 году на чемпионате мира в Сингапуре завоевал серебряную медаль на дистанциях 100 и 50 метров баттерфляем. 